# Eovi Mcd mutuelle
Eovi Mcd mutuelle est une mutuelle de santé interprofessionnelle nationale. Elle est régie par le code de la mutualité et propose des offres de complémentaire santé, prévoyance, retraite et épargne. Elle est actionnaire de Mutex, une société d'assurance mutualiste, spécialisée dans les couvertures santé et prévoyance des grandes entreprises et des branches professionnelles aux côtés d'Adrea Mutuelle, Apréva, d'Harmonie mutuelle, d'Ociane, de Chorum et des 117 mutuelles adhérentes à Mutex Union, présentes sur toute la France.
Le 1er janvier 2021, Eovi MCD mutuelle fusionne avec Adrea mutuelle et Apreva pour former Aésio mutuelle.

## Historique
Mcd mutuelle, née en 1946, est la première mutuelle nationale de France[réf. souhaitée]. L'union Eovi est créée en 2003. En 2010, Myriade, mutuelle interprofessionnelle du sud-ouest, la rejoint. Issue de la fusion de mutuelles du centre et sud est de la France, Eovi mutuelle apparaît au printemps 2011.
La directive européenne Solvabilité II réglemente les fonds propres des assureurs et amorce un mouvement généralisé de concentration des mutuelles. Eovi Mcd mutuelle n'échappe pas à la règle et poursuit en 2014 sa recherche de partenariats et d'alliances : 
- Elle annonce en février 2014 son rapprochement avec la mutuelle Myriade[5].
- En novembre 2014, elle annonce avec Adréa et Apreva, le projet[pertinence contestée] de créer une union mutualiste de groupe (UMG). Cette union représentera 27 % de l'actionnariat de Mutex et comptera 1,7 milliard d'euros de cotisation[3].
- En avril 2015, les mutuelles de Solimut* ont annoncé leur souhait de rejoindre cette future UMG. Le futur ensemble constituerait[pertinence contestée] donc la deuxième structure mutualiste en complémentaire santé avec 2 Md€ de cotisations et plus de 400 agences[6].
- En juillet 2016, le Groupe Aesio, une UMG est créée. Elle rassemble Adrea, Apreva et Eovi Mcd mutuelle.

## Activités
En 2015 Eovi Mcd mutuelle couvre 1,5 million de personnes, dont 40 % en contrats de groupes.
Elle mène différentes actions de prévention et de promotion de la santé. Elle intervient auprès du grand public ou en entreprise en proposant des opérations de sensibilisation à la nutrition, l'apprentissage des premiers secours ou en participant aux Journées de la forme.
Elle participe à la gestion d’un réseau de santé de plus de 180 établissements de services de soins et d’accompagnement mutualistes.

## Organisation
Eovi Mcd mutuelle est membre de la Fédération nationale de la mutualité française.
Suivant les principes mutualistes, la forme juridique d'Eovi Mcd Mutuelle est celle d'une société de personnes. La gouvernance politique est assurée par un conseil d'administration présidé par Maurice Ronat et par des délégués élus par les adhérents au sein de conseils territoriaux. Eric Gex-Collet est l’actuel Directeur Général d’Eovi Mcd mutuelle. 